# Classe Perth
La classe Perth è il nome dato dalla marina australiana per i suoi cacciatorpediniere della classe Adams. Le navi, costruite negli Stati Uniti nel cantiere di Bay City in Michigan con alcune modifiche rispetto alle stesse unità in servizio nella US Navy, sono state le prime unità missilistiche in servizio nella marina australiana.
Le modifiche hanno riguardato la sostituzione dei missili ASROC con i missili di fabbricazione australiana Ikara, mentre per quanto riguarda lo scafo c'è stata la costruzione di due ampie tughe tra i fumaioli per il sistema ASW Ikara.  Gli Ikara, missili di costruzione e progettazione nazionali, erano piccoli aeroplani a razzo armati di un siluro, e hanno fornito una capacità di intervento a lungo raggio che in precedenza non esisteva, con oltre 20 km di gittata. La rampa di lancio ha previsto un deposito al suo servizio prima inesistente (tutti gli ASROC erano sul ponte), sottocoperta e al centro nave.
Dopo la consegna le unità hanno operato a fianco della VII Flotta americana durante la guerra del Vietnam, nella quale i cacciatorpediniere Perth e Hobart sono stati decorati dagli USA, mentre il cacciatorpediniere Brisbane ha anche partecipato nel 1991 alla guerra del golfo. Celebre l'incidente in cui venne coinvolto il secondo dei due, che subì un attacco da parte di F-4 Phantom, che lo colpirono ripetutamente con missili Sparrow, uno dei quali finì nel deposito missili Ikara, con risultati potenzialmente devastanti, ma la testata non esplose. Nel 1993 un'altra unita della classe Adams, dismessa dagli Stati Uniti, la USS Goldsborough (DDG-20) venne acquistata dall'Australia per ricavarne pezzi di ricambio per le altre. Nel frattempo vennero sbarcati i missili Ikara mentre i CIWS Vulcan Phalanx vennero installati in due esemplari a centro nave.

## Unità
| Nome          | Matricola | Varo              | Consegna         | Destino finale |
| ------------- | --------- | ----------------- | ---------------- | -------------- |
| HMAS Perth    | D 38      | 28 settembre 1963 | 17 luglio 1965   | Radiata        |
| HMAS Hobart   | D 39      | 9 gennaio 1964    | 18 dicembre 1965 | Radiata        |
| HMAS Brisbane | D 41      | 5 maggio 1966     | 16 dicembre 1967 | Radiata        |